# Dorchester
Dorchester je město v hrabství Dorset na jihu Anglie. Podle sčítání obyvatelstva v roce 2011 zde žilo 19 060 obyvatel. Místo bylo osídleno již v pravěku, nejstarší sídlo se nacházelo v okolí hradiště Maiden Castle. Město je sídlem fotbalového klubu Dorchester Town F.C. a amatérského ragbyového klubu Dorchester Rugby Football Club. Sídlí zde škola The Thomas Hardye School založená roku 1579. Mezi partnerská města Dorchesteru patří Bayeux (Francie), Lübbecke (Německo) a Holbæk (Dánsko).